# Eustis (Nebraska)
Eustis – wieś w Stanach Zjednoczonych, w stanie Nebraska, w hrabstwie Frontier.